# 3866 Langley
3866 Langley је астероид главног астероидног појаса са средњом удаљеношћу од Сунца која износи 3,146 астрономских јединица (АЈ).
Апсолутна магнитуда астероида је 12,2.